# Phước Ninh, Quế Sơn
Phước Ninh là một xã thuộc huyện Quế Sơn, tỉnh Quảng Nam, Việt Nam.
Xã Phước Ninh có diện tích 122,28 km², dân số năm 2019 là 2.619 người, mật độ dân số đạt 21 người/km².